# Arse Elektronika
Arse Elektronika（英語：Arse Elektronika）是由奥地利艺术和哲学联合monochrom每年所举办的大会，侧重于性和技术间的话题。它始于2007年。这大会的策展人是Johannes Grenzfurthner。过往大会的演讲人包括Violet Blue、Mark Dery、Richard Kadrey、Annalee Newitz、Carol Queen、鲁迪·拉克、Heather Kelley，Thrillhammer的Allen Stein以及Fucking Machines的一些工程师。